# La Houssoye
La Houssoye is een gemeente in het Franse departement Oise (regio Hauts-de-France) en telt 641 inwoners (2004). De plaats maakt deel uit van het arrondissement Beauvais.

## Geografie
De oppervlakte van La Houssoye bedraagt 6,5 km², de bevolkingsdichtheid is 98,6 inwoners per km².
De onderstaande kaart toont de ligging van La Houssoye met de belangrijkste infrastructuur en aangrenzende gemeenten.

## Demografie
Onderstaande figuur toont het verloop van het inwonertal (bron: INSEE-tellingen).